# Старое Сырокоренье
Старое Сырокоренье — деревня в Рославльском районе Смоленской области России. Входит в состав Сырокоренского сельского поселения. Население — 39 жителей (2007 год).
Расположена в южной части области в 38 км к северо-востоку от Рославля, в 1,5 км севернее автодороги А101 Москва — Варшава («Старая Польская» или «Варшавка»), на берегу реки Большая Присмара. В 23 км южнее деревни расположена железнодорожная станция Щепоть на линии Рославль — Фаянсовая.

## История
В середине XVIII века деревня Сырокоренье (сейчас — Старое Сырокоренье) в бассейне рек Десны и Большой Присмары, на левом берегу реки Колозны (Хомутовки) принадлежала семейству Челищевых. Многочисленный дворянский род Челищевых, по преданию, ведет свою родословную от Вильгельма «Люнсбургского» (Люксембургского), выехавшего из Европы в русскую землю в 1237 году к Александру Невскому. В роду Челищевых было много военных, они занимали и высокие гражданские должности. В середине XVIII веке усадьба Челищевых была в деревне Сырокоренье, где родился в 1745 году Петр Иванович Челищев («Меньшой»). Им принадлежало 3182 десятины земли и три деревни: Сырокоренье, Присмара и Криушино, с почти 200-ми крепостных обоего пола. П. И. Челищев принадлежал к кругу А. Н. Радищева, учился в Пражеском корпусе, по окончании которого вместе с Радищевым уехал учиться в Лейпцигский университет. Подозревался Екатериной II в соавторстве с Радищевым книги «Путешествие из Петербурга в Москву». После путешествия по северу России оставил его описание: «Подробный журнал путешествия моего». Автор первого в России памятника М. В. Ломоносову. Умер в 1811 году.
В годы Великой Отечественной войны деревня была оккупирована гитлеровскими войсками в августе 1941 года, освобождена в сентябре 1943 года.